# Cypholoba alveolata
Espèce
Cypholoba alveolata est une espèce d'insectes de la famille des Carabidae, de la sous-famille des Anthiinae, de la tribu des Anthiini et de la sous-tribu des Cypholobina.

## Liste des sous-espèces
Selon GBIF (1er février 2023) :
- Cypholoba alveolata alveolata
- Cypholoba alveolata plantii (Chaudoir, 1861)
- Cypholoba alveolata ranzanii (Bertoloni, 1849)

## Classification
Le nom valide complet (avec auteur) de ce taxon est Cypholoba alveolata (Brême, 1844). L'espère est décrite en 1844 par l'entomologiste italien Ferdinando Arborio Gattinara di Breme. Le nom de ce dernier est francisé en François Brême : il est en son temps le président de la Société entomologique de France et publie l'essentiel de ses travaux en français.

### Renommage
L'espèce a été initialement classée dans le genre Anthia sous le protonyme Anthia alveolata Brême, 1844.

### Synonymes
Cypholoba alveolata a pour synonymes :
- Anthia alveolata Brême, 1844
- Polyhirma alveolata (Brême, 1844)